# Paulo Guilherme d'Eça Leal
Paulo-Guilherme Tomáz Dúlio Ribeiro D'Eça Leal (Lisboa, 21 de julho de 1932 — Lisboa, 9 de outubro de 2010) foi um escritor, ilustrador, decorador de edifícios, cenógrafo e realizador de cinema português.  Para além dessas profissões, foi pintor, escultor, projetou arquitetura e decoração.

## Biografia
Filho do escritor e locutor da Emissora Nacional Olavo d'Eça Leal e de Luísa Maria Dúlio Ribeiro, música e professora de línguas, nasceu na Rua Alexandre Herculano, em Lisboa. Viveu no palacete na Rua Júlio Dinis, no bairro Azul.
Estudou no Colégio Inglês e posteriormente no liceu Pedro Nunes. Ingressou no curso de pintura na Escola de Belas Artes de Lisboa em 1951, que nunca completou.
Foi colaborador regular em quase todos os jornais de Lisboa, tendo editado mais de cinco mil ilustrações e dezenas de capas de livros. Ganhou vários prémios de artes gráficas e publicidade.
Em 1964 era jornalista de "O Século" criou o bar "Snob" em Lisboa para onde concebeu uma decoração intimista e confortável.
Realizou vários painéis murais e tem trabalhos de pintura em colecções particulares em Portugal, Angola, Moçambique, Espanha, França, Itália, Inglaterra, Brasil e América do Norte. Trabalhou também como cenarista no teatro e cinema.
Fez as ilustrações da 3.ª edição (1987) de "Iratan e Iracema", obra de Olavo d'Éça Leal, publicada pela primeira vez em 1939 e galardoada com o Prémio Maria Amália Vaz de Carvalho desse ano, onde aparece em adenda vários detalhes seus sobre a planificação do filme homónimo de sua autoria.
É autor dos livros "O Dilúvio de Quéops" (1993), "As Sete Portas de Arsenise" (1995), "Ainda é cedo para ser tarde" (1997) e "Depressa que o verso foge..." (1999), estes dois últimos volumes de poesia. Foi igualmente autor de múltiplas palestras.
Em 2000 realizou-se no Palácio Galveias uma exposição/instalação dos trabalhos do pintor, escultor, fotógrafo, cineasta, cenógrafo (etc...) Paulo Guilherme D'Eça Leal, intitulada "Paulo-Guilherme D'Eça Leal D'Etecetera e Tal 2000".
Tinha ainda no prelo as obras "Só poetas éramos quatro", "Um arlequim chamado Olavo" e "Este romance sem nome".
Faleceu com cancro na laringe, provocado por ter sido fumador[carece de fontes?]. Foi Maçon.

## Carreira

### Publicações
- O Dilúvio de Quéops (Novas comunicações sobre a antiga ciência egípcia) (Livros Horizonte, 1993)
- As sete portas de Arsenise (Ficção Policial, Bertrand, 1995)
- Ainda é cedo para ser tarde (poemas, Bertrand, 1997)
- Depressa que o verso foge (poemas autobiográficos, Livro + CD, Hugin, 1999)
- Segredo, o poder e a chave (pesquisa sobre o Mosteiro da Batalha, Hugin, 2003)

### Filmografia
- O Alquimista (Curta-metragem) (1986)
- Iratan e Iracema (1987) - adaptação do livro de fantasia infantil escrito pelo seu pai Olavo d'Eça Leal e publicado em 1939 - Prémio Palma de Ouro do Festival de Cinema da Figueira da Foz.

### Cenografia de filmes
- Perdeu-se um Marido de Henrique Campos (1957);
- Dois Dias no Paraíso de Arthur Duarte (1957);
- Sangue Toureiro de Augusto Fraga (1958).

### Arquitetura

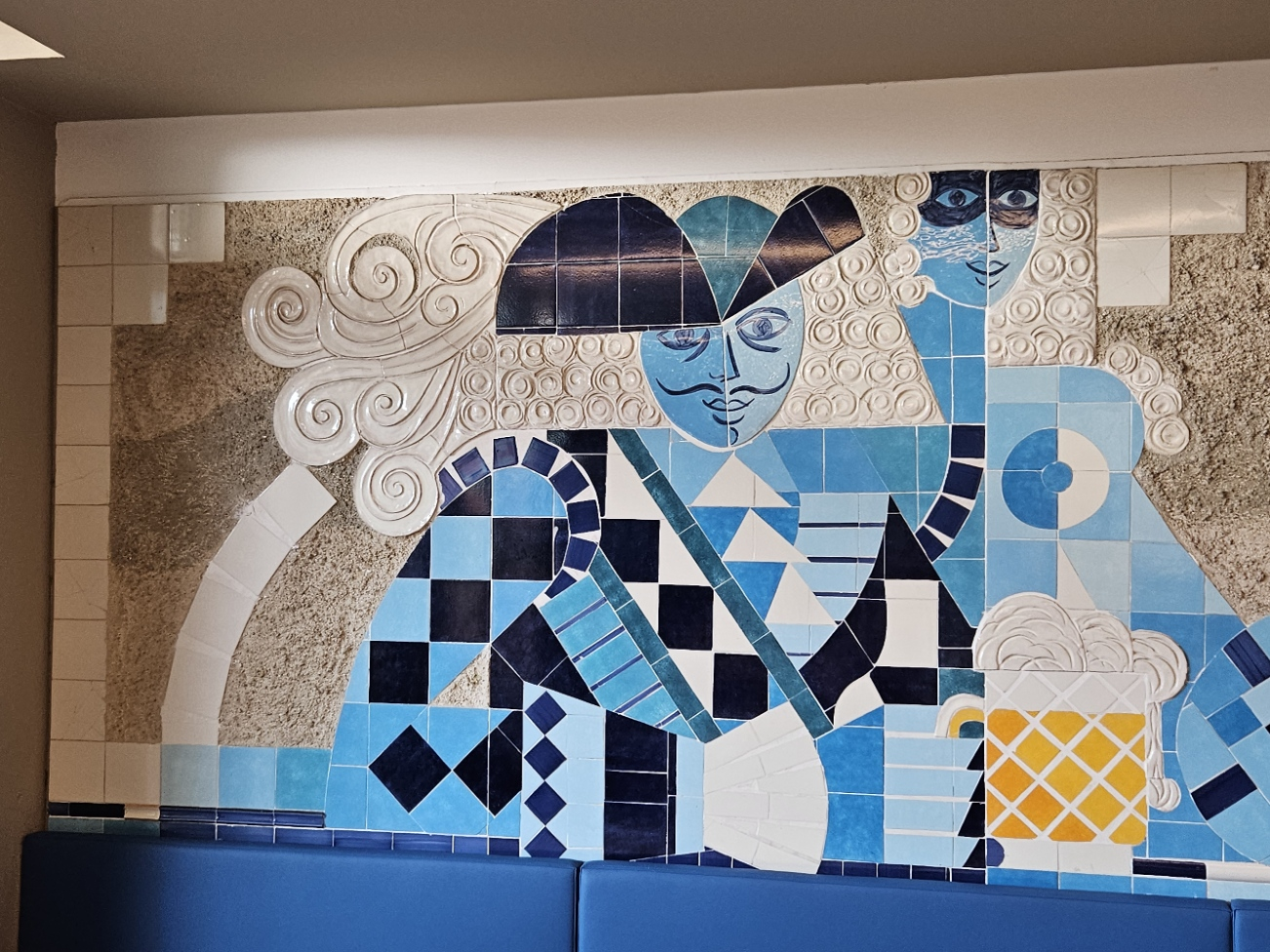
Painel de Azulejos de 1997 na Cervejaria Portugália (CCColombo)

- CCCM (Centro Científico e Cultural de Macau) (arquitetura de interiores) - recuperação do edifício;
- Pintura em mural no 2º Salão de fumo do Cine-Teatro "Paris" 1931 - 1979 (6 por 3 metros);
- Sede do Banco Pinto e Sotto Mayor, no Porto, por encomenda de António Champalimaud (1973);
- Aeroporto de Lisboa - grande hall com cobertura metálica e a ampla rotunda;
- Restaurante Bachus (atual Bistro 100 Maneiras), Largo da Trindade, 8/9, Lisboa;
- Pintura na Messe dos Oficiais da GNR (8 por 4 metros);
- Pintura no Hotel Florida (4 por 2,50 metros).

### Gravura
- Medalha comemorativa do centenário da morte de Eça de Queirós (editada pela Imprensa Nacional-Casa da Moeda)

## Prémios
Durante a sua carreira foi premiado em diversas áreas pelos diversos trabalhos:
- 1º prémio do Secretariado Nacional de Informação relativo ao Cartaz Turístico "Portugal Welcomes You" (oito vezes consecutivas);
- 1º Prémio do Selo de Europa para Portugal;
- 1º prémio para os cartazes para a Ópera de Barcelona, Campanha de Vacinação da Cruz Vermelha, Jazz de Cascais, Cartaz de Sintra, Cartaz Concurso Self-Service, para o depliant Évora, para o desenho de estampagem de tecidos Studio Babuíno Roma;
- 1º prémio do concurso Monumentos aos Pioneiros da Aviação (1980).

## Vida pessoal
Aos 28 anos casou-se com Maria Helena Galhardo, não voltando a casar; teve uma relação com a atriz, modelo e artista plástica Júlia Correia.

Teve 2 filhos biológicos: João e Margarida, e 1 filho adotivo, Francisco que foi músico amador e que ficou conhecido com o envolvimento com Maria Leal.